# Megachile tiburonensis
Megachile tiburonensis là một loài Hymenoptera trong họ Megachilidae. Loài này được Cockerell mô tả khoa học năm 1924.